# Dorstenia barteri
Espèce
Synonymes
- Dorstenia barteri var. barteri[1]

Dorstenia barteri est une espèce de plantes à fleurs de la famille des Moraceae. C'est une herbe d'Afrique tropicale, décrite par Édouard Bureau en 1873 et dont des variétés ont été répertoriées par M. Hijman et C. Berg en 1977.

## Description
Dorstenia barteri est une herbe d'environ 60 cm de haut, avec une base d'enracinement rampant. La tige est érigée, légèrement flexible et est approximativement épaisse de 5 cm dans la partie inférieure. Quand elles sont sèches, ses feuilles ont une texture ressemblant à du papier.
Les feuilles sont elliptiques, légèrement rétrécies au niveau de la base, d'environ 14-18 cm de long et 5-8 cm de largeur, sans poils, vert pâle en dessous. Elles comportent des nerfs latéraux (environ 8-10 de chaque côté). Ses pétales sont plus ou moins pubères, environ 1,2 cm ou moins de long.
Les fleurs sont groupées en inflorescences dioïques (hypanthodium) sur des réceptacles bordés de bractées. La surface de ces inflorescences est généralement plane, ou légèrement convexe, de formes variées.
Les fleurs mâles comportent 3 lobes du périanthe aux contours arrondis à la surface du disque. Le périanthe des fleurs femelles est en forme de disque.
Les fruits sont des drupes qui ont la particularité d'expulser violemment leurs noyaux pour les disséminer,.

## Répartition géographique et habitat
On trouve cette plante principalement en forêts (primaires et secondaires). Elle est surtout présente le long des ruisseaux, dans des zones herbeuses et ombragées. On peut la trouver dans des altitudes entre 0 et 2 500 m .
Cette plante est d'origine d'Afrique tropicale. Elle a été en particulier localisée au Cameroun, au Gabon et au Congo.

## Utilité
Dorstenia barteri a des vertus médicinales. Notablement, Dorstenia barteri est utilisée en médecine populaire en Afrique de l'Ouest. Elle contient en effet des agents qui ont des effets anti-microbiens, anti-réversion de transcriptase et anti-inflammatoires,.
D'après ces études, les extraits crus de ces feuilles, ou des flavonoïdes extraits de cette plante sont des remèdes pour traiter l'arthrite, les rhumatismes, des maux de tête ou d'autres douleurs et pourraient être des sources potentielles pour des nouveaux médicaments pour traiter la tuberculose notamment.

## Liste des variétés
Selon Catalogue of Life (10 février 2018) :
- variété Dorstenia barteri var. multiradiata
- variété Dorstenia barteri var. paucinervis
- variété Dorstenia barteri var. subtriangularis

Selon The Plant List (10 février 2018) :
- variété Dorstenia barteri var. multiradiata (Engl.) Hijman & C.C.Berg
- variété Dorstenia barteri var. subtriangularis (Engl.) Hijman & C.C.Berg

Selon Tropicos (10 février 2018) (Attention liste brute contenant possiblement des synonymes) :
- variété Dorstenia barteri var. barteri
- variété Dorstenia barteri var. multiradiata (Engl.) Hijman & C.C. Berg
- variété Dorstenia barteri var. paucinervis Hijman & C.C. Berg
- variété Dorstenia barteri var. subtriangularis (Engl.) Hijman & C.C. Berg